# Ridino
Ridino (Bulgaars: Ридино) is een dorp in het zuiden van Bulgarije. Het dorp is gelegen in de gemeente Dzjebel in de oblast Kardzjali. Het dorp ligt hemelsbreed 23 km ten zuidwesten van Kardzjali en 213 km ten zuidoosten van de hoofdstad Sofia.

## Bevolking
Het dorp Ridino had bij een schatting van 2020 een inwoneraantal van 367 personen. Dit waren 50 mensen (15,8%) meer dan 317 inwoners bij de officiële census van februari 2011. De gemiddelde jaarlijkse groei in die periode komt daarmee uit op 1,5%, hetgeen hoger is dan het landelijk jaarlijks gemiddelde over deze periode (-0,63%). In 1985 woonden er echter nog 906 personen in het dorp: veel etnische Turken (en andere moslims) verlieten destijds Bulgarije als gevolg van de assimilatiecampagnes van het communistisch regime van Todor Zjivkov, waarbij alle Turken en andere moslims in Bulgarije christelijke of Bulgaarse namen moesten aannemen en afstand moesten doen van islamitische gewoonten.
- 1934 403
Koninkrijk Bulgarije
- 1946 485
Volksrepubliek Bulgarije
- 1956 594
Volksrepubliek Bulgarije
- 1965 783
Volksrepubliek Bulgarije
- 1975 799
Volksrepubliek Bulgarije
- 1985 906
Volksrepubliek Bulgarije
- 1992 573
Republiek Bulgarije
- 2001 308
Republiek Bulgarije
- 2011 317
Republiek Bulgarije
- 2020 367
Republiek Bulgarije

- Koninkrijk Bulgarije
- Volksrepubliek Bulgarije
- Republiek Bulgarije

In het dorp wonen nagenoeg uitsluitend etnische Turken. In de optionele volkstelling van 2011 identificeerden 313 van de 317 ondervraagden zichzelf als etnische Turken - oftewel 98,7% van alle ondervraagden. De overige ondervraagden identificeerden zichzelf als Bulgaren.
| Etnische samenstelling van de respondenten (2011) | Etnische samenstelling van de respondenten (2011) | Etnische samenstelling van de respondenten (2011) | Etnische samenstelling van de respondenten (2011) | Etnische samenstelling van de respondenten (2011) |
| ------------------------------------------------- | ------------------------------------------------- | ------------------------------------------------- | ------------------------------------------------- | ------------------------------------------------- |
|                                                   |                                                   |                                                   |                                                   |                                                   |
| Bulgaren                                          | Bulgaren                                          |                                                   | 1,3%                                              | 1,3%                                              |
| Turken                                            | Turken                                            |                                                   | 98,7%                                             | 98,7%                                             |
| Roma                                              | Roma                                              |                                                   | 0,0%                                              | 0,0%                                              |
| Anders/Onbekend                                   | Anders/Onbekend                                   |                                                   | 0,0%                                              | 0,0%                                              |

Albantsi - Brezjana - Dobrintsi - Doesjinkovo - Dzjebel  - General Gesjevo - Ilijsko - Jamino - Kamenane - Kazatsite - Kontil - Kozitsa - Koeptsite - Lebed - Misjevsko - Mrezjitsjko -  Oestren - Ovtsjevo - Paprat - Plazisjte - Podvrach - Poljanets - Pototsje - Pripek - Rat - Ridino - Rogozari - Rogoztsje - Rozjdensko - Sipets - Skalina - Slantsjogled - Sofijtsi - Sjterna - Tarnovtsi - Teltsjarka - Tjoetjoentsje - Tsarkvitsa - Tsjakaltsi - Tsjeresjka - Tsvjatovo - Valkovitsj - Velikdentsje - Vodenitsjarsko - Zjalti Rid - Zjaltika - Zjeladovo